# Wayne Mawer
Wayne Mawer is een voormalig Australisch waterskiër.

## Levensloop
Mawer werd driemaal wereldkampioen in de Formule 1 van het waterski racing.

## Palmares
- Wereldkampioenschap: 1997, 2009 en 2013
- Diamond Race: 1996, 2007 en 2012
- Diamond Race: 1997 en 2013